# 申海澈
申海澈（1968年5月6日—2014年10月27日）是韓國男歌手，韓國MBC電台  節目主持，搖滾樂隊  主唱，會制作、作曲、作詞，在韓國流行音樂界，素有「魔王（마왕）」稱號。
1988年就讀西江大學哲學系二年級的申海澈，與其他來自首爾大學及延世大學的朋友，組成了「無限軌道（무한궤도）」樂隊，參加當年度MBC大学歌谣节，最後一隊出場，由申海澈主唱其自編自作的歌曲《致你（그대에게）》, 獲得了冠軍，申海澈輟學進入樂壇。
1989年1月，申海澈在MBC電台主持「我們是青少年（우리는 하이틴）」晚間廣播節目；同年6月，無限軌道發行了〈無限軌道1號〉專輯，因意見不合於同年10月解散。
2014年10月17日，申海澈因腸狹窄症狀而接受手術，22日心臟脈搏突然停止，被送往另一間醫院接受手術治療，但手術後連續6天陷入昏迷，最後於10月27日因缺氧缺血性腦損傷而去世，終年46歲。